# Kościół Wszystkich Świętych i św. Hieronima w Raciążku
Kościół Wszystkich Świętych i św. Hieronima w Raciążku – polski rzymskokatolicki kościół parafialny znajdujący się w Raciążku, miejscowości położonej w województwie kujawsko-pomorskim, powiecie aleksandrowskim, należący do diecezji włocławskiej, dekanatu nieszawskiego.

## Historia kościoła
Kościół w Raciążku pochodzi z XVI wieku. Jego fundatorem był bp kujawsko-pomorski Hieronim Rozdrażewski.
Wybudowany został w latach 1597–1612. Budowę ukończył bp Wawrzyniec Gembicki w 1612 roku, a konsekracji dokonał w 1627 roku biskup Baltazar Miaskowski.
W czasie okupacji niemieckiej w latach 1939–1945, kościół został ograbiony, a przed kapitulacją podminowany. Niemcy zabrali wówczas m.in. boczny ołtarzyk pochodzący z XIV wieku.

## Architektura i wnętrze kościoła
Kościół został zbudowany w stylu późnogotyckim ze szczytami renesansowymi, orientowany (tzn. wzniesiony w kierunku wschód-zachód), murowany i opięty uskokowymi szkarpami, kryty dachówką. Prezbiterium jest kwadratowe z półokrągłą absydą. Od nawy głównej oddziela ją barokowy łuk tęczowy pochodzący z XVII wieku z Chrystusem i figurami umieszczonymi nad splotem rzeźbionej winorośli.
Od północnej strony kościoła znajduje się zakrystia, która jest sklepiona krzyżowo. Do szerszej, prostokątnej nawy od zachodu przylega wieża, a od północy przybudówka z 1924 roku. Wnętrze kościoła kryte było pierwotnie stropem, ale w 1924 roku przesklepione zostało kolebką z lunetami.
Ołtarz główny pochodzi z XVI wieku i stanowi fundację biskupa Miaskowskiego. W głębi ołtarza znajduje się obraz malowany na desce, przedstawiający Chrystusa ukrzyżowanego oraz Najświętszą Marię Pannę i Marię Magdalenę, zaś pośrodku wizerunek klęczącego fundatora kościoła – biskupa Hieronima Rozdrażewskiego. Ołtarz zbudowany został w stylu późnorenesansowym z drzewa modrzewiowego (renesans niemiecki). Stalle renesansowe pochodzą z 1630 roku, a odnowione zostały w 1865 roku. Obrazy w stallach i obraz Wszystkich Świętych na zasuwie przy głównym ołtarzu zostały namalowane w 1830 roku przez Adama Malinowskiego.
W prawej części kościoła znajduje się ołtarz barokowy z XVII wieku przedstawiający Matkę Bożą Śnieżną.
W lewej części świątyni usytuowany jest barokowy ołtarz z XVIII wieku, przedstawiający Świętego Józefa na łożu śmierci w srebrnych sukienkach rokokowych gdańskiej roboty z XVIII wieku.
Na ścianach natomiast znajdują się neorenesansowe płaskorzeźby z glinki terakotowej, przedstawiające czternaście stacji drogi krzyżowej.
Tęcza (zwana łukiem) łącząca dwa boczne ołtarze pochodzi z XVII wieku. W centrum Grupa Ukrzyżowania z XVIII wieku łączy święte osoby Starego i Nowego Testamentu (Abraham i Melchizedek).
Ambona barokowa pochodzi z XVIII wieku. Monstrancja natomiast jest rokokowa i pochodzi z około 1784 roku. Ornat biały z kolumną haftowaną w przełomie XV/XVI wiek. Kilkanaście figur drewnianych z okresu XVI – XVII wiek.
W wieży kościoła zamontowane są dwa dzwony.
Pierwszy odlany został w 1617 roku przez Andrzeja Lubego, drugi zaś w 1648 roku przez Augusta Koeschego. Malowanie ścian prezbiterium i kościoła zostało wykończone w 1928 roku, staraniem księdza Pawła Góranowskiego przez Zofię Baudouin de Courtenay.
Nad zakrystią znajduje się muzeum parafialne, w którego posiadaniu jest wiele ciekawych eksponatów. Jednym z najciekawszych jest gotycki ornat z białego adamaszku, na którym złotymi nićmi wyhaftowano wizerunek Matki Boskiej z Dzieciątkiem oraz świętych.
W muzeum znajdują się także zbiory bibliofilskie – 257 pozycji z okresu XVI do XIX wieku, oprócz tego księga mszalna z XVIII wieku, miecz z XIII wieku, rzeźby, dokumenty, a nawet hełm tatarski z XVIII wieku.